# Quirilelo (Ort, Dato)
Quirilelo (Kirilelo) ist ein osttimoresischer Ort im Suco Dato (Verwaltungsamt Liquiçá, Gemeinde Liquiçá). Das Dorf liegt im Norden der Aldeia Quirilelo in einer Meereshöhe von 1100 m. Über einen Fußpfad gelangt man zum nördlich gelegenen Nachbardorf Cabalema. Eine Straße verbindet die Ortschaft mit den Dörfern Lebuhei im Westen und Lebu-Ae im Osten.